# Kära Syster!
Kära syster!, Till kära mor på Bruna Dörren eller Fredmans epistel n:o 24, var den sjätte tillkomna av Fredmans epistlar, skriven av Carl Michael Bellman maj 1770. Till skillnad från de fem tidigare är stämningen inte enbart munter, och Fredman uppträder inte som brevskrivande apostel, utan snarare i rollen som förtvivlad biktare inför husmor på krogen. Han säger sig visserligen vara klädd som en "Bacchi hjälte", men upplever sig utstött och är rädd för sin egen skugga.
I sången uppträder för första gången färjkarlen Charon, redo att transportera Fredman till dödsriket. Dödstemat går också igen i det ur som mäter ut hans tid, samtidigt som det anknyter till hans tidigare verksamhet som urmakare och symboliserar hans slående hjärta. Kort därefter skulle Charon också dyka upp i en text om Bacchi orden, sedermera Fredmans sång 5 b.